# Acambay
Acambay oficialmente  Acambay de Ruíz Castañeda o San Miguel Acambay es una localidad situada al norte del Estado de México en México, es cabecera del municipio homónimo. Según el censo del 2020, tiene una población de 5,988 habitantes.

## Ubicación geográfica
La Villa de Acambay de Ruíz Castañeda se encuentra al nor-occidente del Estado de México. Colinda al norte con el municipio de Aculco y con el Estado de Querétaro; al sur con los municipios de Temascalcingo, Atlacomulco y Timilpan.  Actualmente cuenta con un nuevo libramiento que evitará la entrada de vehículos pesados al centro del municipio y de fácil acceso.

## Etimología

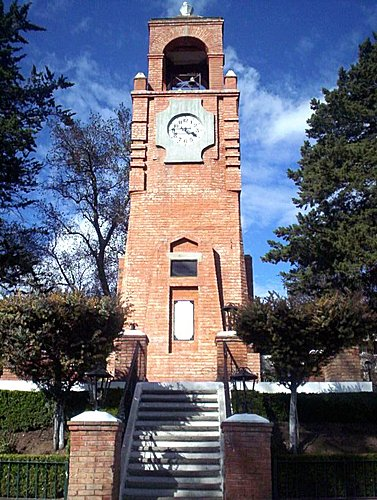
Centro de Acambay.

Una de las teorías sobre el nombre Acambay se basa en documentos antiguos en los cuales se menciona que a esta zona se le llamaba en lengua otomí Cambay o Cabaye, lo que se puede traducir como “Peñascos de Dios” (okha= “Dios”, mbaye= “Peña”).
Acambay se encuentra a una altitud de 2440 metros sobre el nivel del mar, en las faldas del cerro Mesa Ahumada y los lomeríos de San Miguel y El Vije, su clima es templado con abundantes lluvias en verano y ocasionales heladas en invierno.

## Clima
En Acambay existe la tundra que es el clima que predomina.
En Acambay existe un centro meteorológico que reporta constantemente las variantes de clima y fenómenos atmosféricos, lo que nos permite mencionar que la temperatura media anual del municipio es de 14.2 grados centígrados y cuenta con un clima templado subhúmedo con lluvias. La precipitación pluvial oscila entre 900 y 1000 mm anuales.
| Parámetros climáticos promedio de Acambay | Parámetros climáticos promedio de Acambay | Parámetros climáticos promedio de Acambay | Parámetros climáticos promedio de Acambay | Parámetros climáticos promedio de Acambay | Parámetros climáticos promedio de Acambay | Parámetros climáticos promedio de Acambay | Parámetros climáticos promedio de Acambay | Parámetros climáticos promedio de Acambay | Parámetros climáticos promedio de Acambay | Parámetros climáticos promedio de Acambay | Parámetros climáticos promedio de Acambay | Parámetros climáticos promedio de Acambay | Parámetros climáticos promedio de Acambay |
| Mes                                       | Ene.                                      | Feb.                                      | Mar.                                      | Abr.                                      | May.                                      | Jun.                                      | Jul.                                      | Ago.                                      | Sep.                                      | Oct.                                      | Nov.                                      | Dic.                                      | Anual                                     |
| ----------------------------------------- | ----------------------------------------- | ----------------------------------------- | ----------------------------------------- | ----------------------------------------- | ----------------------------------------- | ----------------------------------------- | ----------------------------------------- | ----------------------------------------- | ----------------------------------------- | ----------------------------------------- | ----------------------------------------- | ----------------------------------------- | ----------------------------------------- |
| Temp. máx. abs. (°C)                      | 28.0                                      | 29.0                                      | 34.0                                      | 33.0                                      | 34.0                                      | 32.0                                      | 31.0                                      | 29.0                                      | 28.0                                      | 29.0                                      | 32.0                                      | 28.0                                      | 34.0                                      |
| Temp. máx. media (°C)                     | 20.3                                      | 22.0                                      | 24.1                                      | 25.6                                      | 25.3                                      | 23.3                                      | 21.7                                      | 21.9                                      | 21.5                                      | 21.2                                      | 21.3                                      | 20.3                                      | 22.4                                      |
| Temp. media (°C)                          | 11.1                                      | 12.4                                      | 14.5                                      | 16.1                                      | 16.4                                      | 15.8                                      | 15.0                                      | 15.0                                      | 14.7                                      | 13.8                                      | 12.5                                      | 11.5                                      | 14.1                                      |
| Temp. mín. media (°C)                     | 1.8                                       | 2.8                                       | 4.9                                       | 6.5                                       | 7.5                                       | 8.4                                       | 8.2                                       | 8.1                                       | 7.8                                       | 6.4                                       | 3.8                                       | 2.7                                       | 5.7                                       |
| Temp. mín. abs. (°C)                      | -8.0                                      | -5.0                                      | -5.0                                      | 0.0                                       | 0.0                                       | 1.0                                       | 3.0                                       | 2.0                                       | -2.0                                      | -3.0                                      | -7.0                                      | -5.0                                      | -8.0                                      |
| Precipitación total (mm)                  | 19.2                                      | 8.9                                       | 10.1                                      | 31.6                                      | 55.0                                      | 150.9                                     | 173.6                                     | 155.3                                     | 134.7                                     | 77.4                                      | 15.6                                      | 13.7                                      | 846.0                                     |
| Fuente:                                   |                                           |                                           |                                           |                                           |                                           |                                           |                                           |                                           |                                           |                                           |                                           |                                           |                                           |

## Educación

### Educación básica
Existen escuelas primarias en prácticamente todo el territorio municipal, destacando la Escuela Primaria "Manuel Ávila Camacho" y "Alfredo del Mazo Veléz" en la cabecera municipal. Las escuelas secundarias en la cabecera municipal de mayor prestigio son la secundaria oficial “Ignacio Manuel Altamirano”, secundaria federal "Justo Sierra Méndez" y la escuela secundaria Técnica No. 10 "Guillermo González Camarena" aunque en cada población perteneciente al municipio se cuenta con diversas secundarias.

### Educación media
Existe un número de preparatorias oficiales y bachilleratos que cubren razonablemente la demanda de educativa a este nivel. Se destacan la Preparatoria Oficial No. 109, el Centro de Bachillerato Tecnológico Agropecuario No.150 "Dr. Maximiliano Ruiz Castañeda" ubicado en el Valle de los espejos al pie de los Peñascos de Dios en Acambay de Ruiz Castañeda, el Bachillerato Tecnológico en Enfermería General "Dr. Maximiliano Ruíz Castañeda" y algunas más en sus comunidades como lo es el Colegio de Estudios Científicos y Tecnológicos del Estado de México plantel Acambay ubicado en la comunidad de Ganzda, el COBAEM Plantel 27 ubicado en Pueblo Nuevo, el CBT en Santa María Tixmadeje, el COBAEM Plantel 38 Acambay II en San Agustín Las Arenas, entre otras más ubicadas en las comunidades de Juando y Agostadero.

### Educación superior
El municipio cuenta con 4 universidades con las siguientes licenciaturas cada una de ellas: Universidad Pedagógica Nacional No. 151 Toluca, Subsede Acambay, con la Licenciatura en Pedagogía y Maestría; Universidad INACE con las licenciaturas en Pedagogía, Administración, Derecho, Contaduría Pública y Psicología Educativa, cuenta también con Maestrías y Doctorados y la recién inaugurada Universidad Mexiquense del Bicentenario Unidad Acambay que cuenta con Licenciatura en Nutrición, Licenciatura en Informática y Licenciatura en Ingeniería Mecánica, así como Maestría en Administración Pública, Instituto Acambayense de Estudios Superiores Odontológicos es una escuela que brinda la carrera en odontología, la única de este tipo en el municipio de Acambay, ubicada en la cabecera municipal.

## Infraestructura

### Vías de comunicación
La más importante es la carretera panamericana que cruza la cabecera municipal y que le da vida económica, social y turística, en la que actualmente se han abierto muchas carreteras como la que va a Puebla y conecta a otros lugares, así como la autopista que lleva al municipio de Atlacomulco y Querétaro, obras construidas a inicios del año 2010 a finales del año 2012.

### Líneas de Autobuses
La Villa de Acambay, cuenta una central de autobuses, la cual conecta solamente con la Ciudad de México, Toluca y San Juan del Río, Qro.
| Líneas de Autobuses                                                   | Destinos                           |
| --------------------------------------------------------------------- | ---------------------------------- |
| Autotransportes México Toluca San Luis Mextepec Querétaro Flecha Roja | Mexico Poniente, Querétaro, Toluca |

## Historia
En el actual territorio del municipio de Acambay habitaron tribus nómadas, de las cuales no se tiene apenas datos. De lo que se tiene conocimiento es que posteriormente los otomíes poblaron el territorio y fundaron el centro ceremonial Huamango, el cual, estuvo habitado por este pueblo entre los años 850 y 1350 d. C.
Huamango, que quiere decir "lugar donde se labra madera", fue sin duda el centro ceremonial más importante de la región otomí, y el centro de comercio entre oriente y occidente, es decir, entre Tollan (Tula) y los grupos que habitaban lo que hoy es el estado de Querétaro y el estado de Michoacán.
Las mercancías que circulaban por dichos lugares estaban constituidas por: plumas de ave, arcos, flechas, pieles, obsidiana y maíz, fue una de las llamadas Rutas de la Sal. Con el propósito de retener los ataques de las tribus hostiles, Huamango fue construida a manera de fortaleza y centro amurallado.
La meseta de San Miguel, como se le conoce a este sitio, es una formación rocosa andesítica que se eleva a 2.854 msnm, en la que en el año 1977 se realizaron exploraciones arqueológicas y antropológicas dirigidas por el ilustre Dr. Román Piña Chan, en las cuales se localizaron varios basamentos piramidales, cimentaciones de casas habitación y utensilios como: puntas de flechas, artefactos de cobre, piedra labrada, huesos, ornamentos personales, varios entierros de sacerdotes otomíes y un centro ceremonial. Se conoció que Huamango fue el principal sitio prehispánico del municipio.
En la historia del municipio existe una presencia de los mexicas o tenochas de cuya lengua proviene el vocablo Huamango o Cuamango. De la misma forma tuvo relación con los tepanecas y los tarascos.
Referente a los orígenes de Acambay, algunas versiones señalan que un terremoto destruyó Huamango, lo que obligó a la población bajar a las laderas para después fundar Benguitú y posteriormente Cambay, Cabayé o Acambay.
Xilotepeque (Xilotepec) que representaba a los pueblos otomíes de la región, fue un punto atractivo para los conquistadores españoles, a quienes la corona española distribuyó las tierras en encomienda.
Concluida la Conquista, Acambay, que estaba sujeto a Jilotepec, fue encomendada en 1523 al capitán Juan Jaramillo de Salvatierra de las tropas de Hernán Cortés. En la Casa de la Cultura de Acambay, se conserva un documento fechado en Valladolid el 22 de octubre de 1537, el cual asienta la merced concedida por el Rey Carlos V a favor de don Mateo de San Juan Chimalpopoca Izcóatl, representante de San Miguel Cambay y descendiente de Cuauhtémoc. Tal merced incluía dos estancias de ganado mayor, pobladas de macehuales.
La evangelización de los habitantes estuvo a cargo de los franciscanos.
Al tomar posesión de las tierras en encomienda, se erigieron construcciones de estilos españoles y moriscos como un hermoso portal que fue destruido posteriormente por un terremoto.
Asimismo, se construyeron la iglesia parroquial y el convento de San Miguel, en 1623, y se erigió la cruz atrial en 1641. Durante esa época se erigieron en todo el territorio municipal capillas y ermitas que formaron parte de las cofradías de Guadalupe, La del Santísimo (Datejé), Santa María (Tixmadejé), Santa María de los Ángeles (Pueblo Nuevo), La Caridad y la Soledad. Desde ese momento Acambay quedó oficialmente como visita dependiente del convento franciscano de Jilotepec.
El pueblo de Acambay, se adhirió a la lucha por la independencia en 1810, se sabe que un grupo de acambayenses se unió a Hidalgo para luchar en la célebre Batalla de las Cruces, mientras que otros se unieron a Ignacio López Rayón quien por algún tiempo anduvo cerca de la población.
Francisco de la Maza, en su libro Ruta del Padre Hidalgo dice: "Después de la Batalla de las Cruces, Hidalgo ordenó la retirada hacia Toluca y de ahí se encaminó a la hacienda de Niginí... durmió en la casa de la hacienda y al día siguiente se encaminó a San Jerónimo Aculco donde sufrió su primera derrota a manos de Calleja".
Debido a que era paso obligado en el trayecto de Xocotitlán a Aculco y el más corto, podemos deducir que el Cura Hidalgo cruzó el territorio municipal.
Se sabe que personas de la región se unieron a Hidalgo, uno de ellos con el rango de jefe de caballería, entre los cuales figuran Jacinto García y Cosme Jiménez.
En el año de 1824 Acambay se erige como Municipio bajo el Gobierno del General Melchor Múzquiz.
A principios del siglo XX se produce una catástrofe. El 19 de noviembre de 1912 un fuerte sismo devasta en segundos el municipio, dejando más de 700 víctimas entre muertos y heridos.
Para 1913 se inicia la reconstrucción que tarda más de una década, la cual cambia el aspecto del poblado. Aunque se perdieron joyas arquitectónicas de gran valor, se levantaron nuevas construcciones que cambiaron la imagen del municipio.
De los acontecimientos de importancia en el presente siglo podemos mencionar la visita en 1914, del General Francisco Villa y la construcción del teatro Febronio Peña, que funcionó durante varios años y exhibió varias obras. Asimismo, con la llegada al municipio tanto de la primera radio como del primer automóvil, se mostraron los avances tecnológicos del siglo XX.
En la década de los treinta reparten tierras para ejidos, lo que causa entre los habitantes desavenencias posteriormente resueltas; asimismo, se reconstruye la parroquia, el reloj, la Presidencia Municipal y se condicionan edificios que en el terremoto sufrieron averías.
En 1947, Bernardo Peña llevó la imprenta a Acambay.
De 1951 a 1962 se instaló la luz eléctrica y se puso en operación el servicio de larga distancia y telegráfico, asimismo se construyeron las carreteras a Temascalcingo y Timilpan.
Estableció un reforzamiento Iglesia estado y convocó a la unión de los pueblos indígenas de los alrededores. Murió en 1986, víctima de una úlcera estomacal no tratada a tiempo.
La vacuna contra el tifo es una de las grandes aportaciones para la ciencia por parte del ilustre hijo de Acambay el Dr. Maximiliano Ruíz Castañeda; mucha gente había muerto debido a esa enfermedad.
En 1973 Acambay se convierte en el primer municipio en el país gobernado por una mujer, al obtener la presidencia municipal Salud Ríos Colín de Rivera.[cita requerida]

## Cultura

### Lenguas
Existen unos 8000 habitantes en Acambay que hablan alguna lengua indígena, principalmente otomí y náhuatl. El 25% de la población es bilingüe, hablando tanto español como una lengua indígena. Únicamente el 5% habla una lengua indígena solamente y el resto, un 70% de la población, habla solamente español.

### Carnaval
Este evento es bastante conocido en todo el norte del Estado de México, lleno de folklore, creatividad y diversión; en él participan los alumnos de las escuelas de la región, empresas, negocios, asociaciones civiles. Las actividades principales son el adornando de carros alegóricos, bailes y disfraces para anunciar la llegada de la cuaresma.
Generalmente el evento comienza entre las 4:00 p.m. y 5:00 p.m., terminando el recorrido de carros alegóricos y bailes alrededor de las 7:00 p.m. Se otorgan los premios a los mejores carros a las 8:00 p. m.. Después se puede disfrutar de la feria que se establece por un periodo de 2 días. En ella se pueden encontrar desde juegos mecánicos hasta comida típica.

### Festividades religiosas
La fiesta religiosa católica de la cabecera municipal es el 29 de septiembre y se festeja a San Miguel Arcángel, todos sus pueblos aledaños se reúnen para honrar a este santo, y arriban haciendo bailes y otros rituales típicos. Otra de las festividades más grandes del municipio de Acambay es la fiesta patronal de la comunidad de Ganzdá ubicada a 15 minutos hacia el norte de la cabecera municipal, está celebración es el día 7 y 8 de febrero y se festeja la Virgen De San Juan De Los Lagos, hay danzas, comida típica, juegos pirotécnicos y juegos mecánicos hay mucha fe y tradición hacia el santo patrono. Otra fecha principal es el 21 de marzo por el equinoccio de primavera. Esta celebración se festeja en las pirámides de Huamango, zona arqueológica aledaña al municipio de Acambay. Este evento es muy visitado por la creencia local de que los primeros rayos del sol de primavera son limpios y llenan de pureza.
Un pueblo pintoresco que sobresale en este municipio es la comunidad de Pueblo Nuevo; sus festividades son de lo más sobresalientes en el municipio:
- El 1.ª de enero en la iglesia de la Inmaculada Concepción y en la capilla de kâ pê`jo.
- Semana Santa (según calendario).
- Corpus Cristi (según calendario) dura una semana y sobresale la danza de los jêchûs.

El día 13 de junio se festeja a San Antonio de Padua (santo de los enamorados) en la comunidad de San Antonio Detiñá la cual se encuentra a 4 km de Acambay, esta festividad no solo reúne a los pobladores de las zonas aledañas, además llegan las danzas de Temascalcingo, haciendo de este día una gran fiesta llena de danzas, música de banda y comida que dan los pobladores de San Antonio Detiñá en agradecimiento de su visita.
- 17 de agosto se festeja La Asunción de María y se celebra en la cruz localizada en el llano del pueblo a 5 kilómetros de la carretera Acambay-Temascalcingo.
- El 10 de septiembre también es celebrado en el mismo lugar antes mencionado y en esta fecha se festeja a San Nicolás.
- El 8 de diciembre es la fiesta patronal de nuestra señora la “Inmaculada Concepción” patrona de Pueblo Nuevo, en la cual se concentran la mayoría de las imágenes de pueblos aledaños.
- El 12 de diciembre se festeja a la Virgen de Guadalupe.
- El 15 de diciembre se festeja a la Virgen de San Andrés en la iglesia el Calvario del barrio 2.ª.
- Del 16 al 23 de diciembre las posadas en las casas de los mayordomos del Niño Dios.
- El 24 de diciembre se festeja la Noche Buena en la parroquia patronal de la comunidad.
- El 25 se celebra la Navidad parroquia patronal de la comunidad.

Cabe mencionar que el intérprete y compositor mexicano Zarco Gómez, en el año 2002 maravillado en su visita, realizó un tema para la región, que presentó hasta el año 2016.

### Música
Acambay se caracteriza por su música, con una gran cantidad de personajes entre los que destacan, rondallas, solistas y tríos románticos. Cómo un ejemplo tenemos a la agrupación "Notas de Amor"
Grupo “Románticos” Notas de Amor, el grupo tiene sus orígenes alrededor de 1998 como coro eclesiástico, con el nombre de “Coro de Santa María de Guadalupe Endeje” en dicha comunidad, y bajo la dirección del Profesor Donaciano Ríos Navarrete. Donde, entre otros jóvenes lugareños posteriormente se incorporó el Lic. Joel García Flores, despues se unió a sus filas José Jesús Polo Policarpo.
Tras la disolución de esta agrupación, tiempo después con la ayuda de otros integrantes y por una corta temporada se conformó la “Rondalla 30-30”.
Aproximadamente entre los meses de julio y agosto del año 2005, los tres miembros antes mencionados son invitados a interpretar algunos temas de porte romántico en un evento social. Para este hecho, se suman al proyecto del trío antes mencionado, otros cuatro integrantes, de los que solo permanecería José Luis Ríos Navarrete.
Y es así como la agrupación queda conformada, el 15 de octubre de ese mismo año, con los mismos cuatro integrantes, vigentes hasta la fecha.
La agrupación por aquellos entonces se caracterizó por interpretar canciones de tipo religioso y romántico, logrando un concepto entre rondalla y trío, por lo que se le dio el característico nombre que tiene hasta la fecha.
Inicialmente, además de las cuatro voces, la instrumentación estaba basada en un requinto, una guitarra de acompañamiento, percusiones y un bajo eléctrico. En el año 2007 se anexó el acordeón y algunos instrumentos de percusión, para ejecutar canciones de género norteño; intentando dar un giro al concepto de la agrupación. En el año 2009 se añadió el violín, con un amplio repertorio de música instrumental y popular mexicana y por último en el año 2013 se incorporaron dos teclados, una guitarra eléctrica y una batería acústica, para interpretar música versátil de estilos variados. Bajo el lema: “Desde el Ave María, Hasta la Puerta negra”.
Actualmente la agrupación está conformada de la siguiente manera:
El Bajo eléctrico, violín, segunda voz y operación de sonido están a cargo de José Jesús Polo Policarpo.
En las percusiones, guitarra de acompañamiento y segunda voz José Luis Ríos Navarrete
La animación, guitarra de acompañamiento, batería y primera voz son ejecutadas por el Profesor Donaciano Ríos Navarrete. Y por último:
En la dirección musical, requinto, bajo eléctrico, acordeón, teclados, guitarra eléctrica y primera voz el Lic. Joel García Flores.
Y hoy, a poco más de 16 años de su fundación, sus amigos de la agrupación musical “Románticos” Notas de Amor, continúan cantándole a la mujer y cantándole al amor.

## Gastronomía
Entre los platillos más comunes se encuentran la parrillada de borrego, las carnitas de cerdo y res; es importante la producción de embutidos y derivados lácteos. El pulque es una bebida típica de la región.

## Artesanías
En Acambay se elaboran artículos de paja de trigo, alfarería, artesanías labradas a partir de roca volcánica (molcajetes, metates, salseras, piezas decorativas etc.) de San Pedro de los Metates, así como sarapes y gabanes de la típica población de Agostadero.

## Política y gobierno
- Pablo Herrera 1902
- Jesús Cano 1903
- Pablo Herrera 1904
- Antonio Ruiz 1905
- Jesús Cano 1906
- Eufemio Arcos 1907
- Felipe García 1907
- Pablo Herrera 1908
- José Ma. Del Mazo 1908
- Honorato Serrano 1909
- José Ríos Méndez 1909-1910
- Honorato Serrano 1910
- Néstor Peña 1911
- Pablo Herrera 1912
- José Ríos Méndez 1913
- Rufino Cano 1914
- Severiano Peña 1914
- Manuel Colín 1915
- Pablo Herrera 1915
- Manuel Colín 1916
- Severiano Peña 1916
- Pablo Herrera 1917
- Manuel Alcántara 1917
- Febronio Peña 1918
- Gonzalo del Castillo 1919
- Antonio Ruiz Martínez 1919
- Febronio Peña 1920
- José Ríos Méndez 1920
- Severiano Peña 1921
- Galo del Mazo 1922
- Manuel Huitrón 1923
- Severiano Peña 1923
- Galo del Mazo 1924
- Honorato Serrano 1924
- Severiano Peña 1925
- Manuel F. Alcántara 1925
- Daniel Herrera 1926
- Pablo Alvarado 1926
- Asunción Peña 1926
- Manuel Alcántara 1927
- Amado Ruíz 1927
- Pablo Alvarado 1928
- Salvador Peña 1929
- Honorato Serrano 1930-1931
- Amado Ruiz 1931
- Angel Colín 1932-1933
- Antonio Castañeda 1934-1935
- Hermenegildo Rojas 1936-1937
- Trinidad Rojas 1938-1939
- Hermenegildo Rojas 1940-1941
- Ernesto Pérez 1942-1943
- Juan del Mazo 1944-1945
- Ubaldo Soto y Manuel Alcántara 1946-1948
- Fidel Colín 1949-1951
- Alberto Peña Arcos 1952-1954
- Rafael Peña y Peña 1955-1957
- Jesús Alcántara Miranda 1958-1960
- Mayolo del Mazo - Cecilio Pérez1961-1963
- Maclovio Ruiz 1964-1966
- Rafael Peña y Peña 1967-1969
- Roque Peña Arcos 1970-1972
- Salud Ríos de Rivera 1973-1975
- Maclovio Ruiz 1976-1978
- Mayolo Alcántara Sánchez 1979-1981
- Enrique Alcántara Guzmán 1982-1984
- Otilio Plata García 1985-1987
- Humberto Contreras Islas 1988-1990
- Salvador Navarrete Cruz 1991-1993
- Humberto Polo Martínez 1994-1996
- José Elías Sánchez Martínez 1997-2000
- Jesús Sergio Alcántara Núñez 2000-2003
- Fernando Valentín Valencia 2003-2006
- Ariel Peña Colin 2006-2009
- Salvador Navarrete Cruz 2009-2012
- Irineo Ruiz González 2013-2015
- Ma. del Carmen Magdalena Peña Mercado 2016-2018
- Esperanza Dolores González Martínez 2019-2021
- Maribel Alcantara Nuñez 2022-2024

### Hermanamientos
La ciudad de Acambay está hermanada con 2 ciudades:
- Tequisquiapan (2008)[7]
- Atlacomulco de Fabela (2012)[8]